# Geomackiea zephyrolata
Geomackiea zephyrolata är en nässeldjursart som beskrevs av Mills 1985. Geomackiea zephyrolata ingår i släktet Geomackiea och familjen Pandeidae. Inga underarter finns listade i Catalogue of Life.